# Confine tra Marocco e Spagna
Il confine tra il Marocco e la Spagna è costituito da tre linee non contigue per un totale di 18,5 km attorno ai territori spagnoli di Ceuta (8 km), Peñón de Vélez de la Gomera (75 metri) e Melilla (10,5 km). Queste tre exclavi fanno parte delle plazas de soberanía della Spagna, che comprendono anche una serie di piccole isole al largo della costa marocchina.

## Geografia
Il confine è diviso in tre parti:
- Ceuta: 9,6 km;
- Melilla: 6,3 km ;
- Peñón de Vélez de la Gomera: 75 m;

## Storia
Storicamente le plazas de soberanía facevano parte di vari imperi musulmani dell'Africa nord-occidentale. Ceuta fu conquistata dal Portogallo nel 1415. Dopo la Reconquista della penisola iberica, la Spagna si rivolse a sud verso la costa nordafricana, catturando Melilla dal Sultanato di Fez nel 1497, con l'approvazione del Portogallo. La Spagna conquistò con la forza l'allora isola di Peñón de Vélez de la Gomera nel 1508, con il Portogallo che riconobbe tale rivendicazione l'anno successivo con il Trattato di Cintra. Riconquistata dal Regno di Fez nel 1554, la Spagna la riprese nel 1564 e da allora è rimasta in mano spagnola.
Durante il periodo dell'Unione iberica (1580-1640) Ceuta attirò molti coloni spagnoli; di conseguenza, quando il Portogallo riguadagnò la sua indipendenza dalla Spagna nel 1640, Ceuta scelse di rimanere con la Spagna, una situazione alla quale il Portogallo acconsentì nel 1688 con il trattato di Lisbona. Un trattato che delinea il confine di Ceuta con il Marocco fu firmato il 7 ottobre 1844 e confermato da un altro il 6 maggio 1845. Un trattato che delinea il confine Melilla-Marocco, con una "zona neutra" parallela, fu firmato il 24 agosto 1859.
I ripetuti tentativi marocchini di riprendere con la forza il controllo delle due exclavi nel XVIII e XIX secolo fallirono e culminarono nella vittoria spagnola nella guerra ispano-marocchina del 1859-60. Il successivo Trattato di Wad-Ras (noto anche come Trattato di Tétouan) del 26 aprile 1860 ingrandì il confine di Ceuta al suo limite attuale. Il confine di Melilla fu stabilito da un ulteriore trattato il 30 ottobre 1861 e confermato il 26 giugno 1862 e delineò la moderna linea di confine. Tuttavia, le controversie localizzate a Melilla continuarono e ulteriori trattati furono firmati nel 1894-95.
Con un trattato franco-spagnolo del 27 novembre 1912, fu concesso alla Spagna un protettorato sul litorale mediterraneo del Marocco, denominato Marocco spagnolo. Ceuta, Peñón de Vélez de la Gomera e Melilla da allora in poi furono assorbiti in questa entità. Quando il Marocco ottenne l'indipendenza dalla Francia nel 1956, il Marocco spagnolo fu consegnato al nuovo regno. Tuttavia la Spagna mantenne il controllo delle plazas de soberanía, affermando che erano territorio spagnolo molto prima della creazione del protettorato nel 1912 e che quindi sarebbero dovuto rimanere all'interno della Spagna, posizione aspramente contestata dal Marocco.
Nel 1934 una forte tempesta creò un tombolo tra Peñón de Vélez de la Gomera e la terraferma marocchina, rendendo l'ex isola una nuova exclave spagnola sulla costa del Marocco. Apparentemente non è stato mai firmato un trattato formale di confine tra il Marocco e la Spagna, e una breve linea retta di 75 m attraverso la lingua di sabbia che la collega al Marocco rappresenta da allora una frontiera de facto.
Dall'indipendenza del Marocco la disputa sulle plazas de soberanía si è riaccesa di tanto in tanto, in particolare nel 1975, quando si temeva che il Marocco avrebbe tentato un'invasione dei territori spagnoli simile a quella condotta nell'anno precedente nel Sahara Occidentale. Attualmente la Spagna mantiene il controllo delle plazas e si rifiuta di discutere con il Marocco la questione della loro sovranità.
Nel 1993 la Spagna ha iniziato a costruire delle barriere di separazione a Ceuta e Melilla, che sono state ulteriormente rafforzate nel 1995. In risposta all'aumento del numero dei tentativi dei migranti di violare le recinzioni, entrambe sono state notevolmente fortificate nel 2005, creando un sistema a doppia recinzione pieno di filo spinato con attrezzature di sorveglianza. Da allora ci sono stati numerosi tentativi di attraversare le recinzioni che hanno causato diverse vittime.

## Confini marittimi
Il Marocco e la Spagna condividono anche un confine marittimo nell'area delle Isole Canarie e lungo lo Stretto di Gibilterra e il Mare di Alborán. La distanza più breve tra la terraferma lungo lo Stretto di Gibilterra è di 14,3 chilometri. Il territorio britannico di Gibilterra si trova sulla costa settentrionale di questo stretto.

## Dispute
Il Marocco dall'indipendenza possiede ambizioni territoriali per Ceuta, Melilla, le Plazas de soberanía e le Isole Canarie che crede debbano far parte del Grande Marocco.
Nel 2002 l'isolotto spagnolo di Perejil, di fronte alle coste marocchine, è stato al centro di una crisi diplomatica tra i due paesi.

## Galleria d'immagini

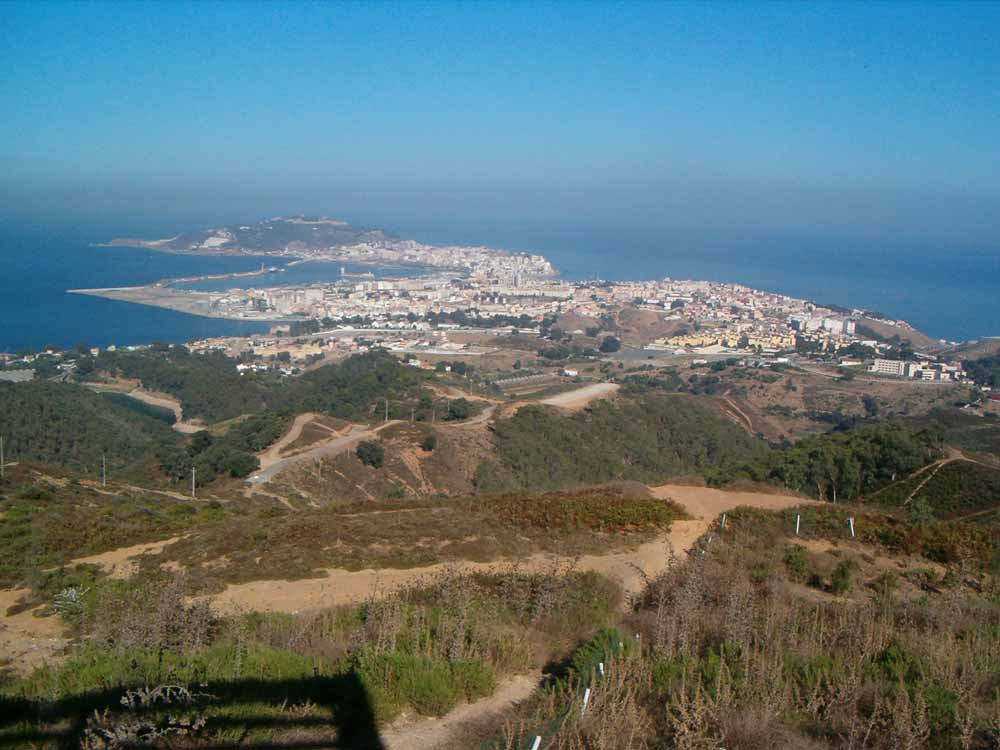
Ceuta
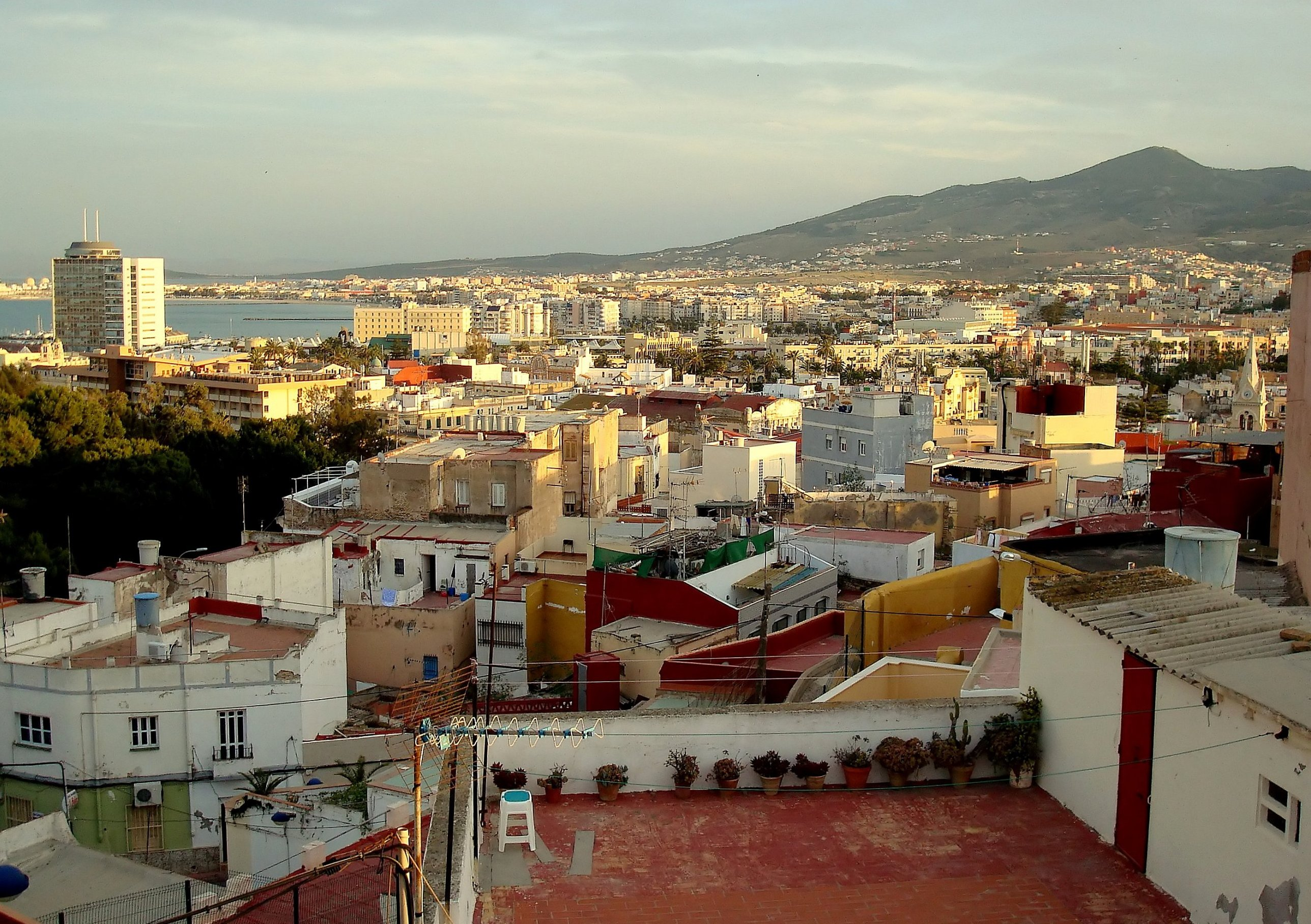
Melilla
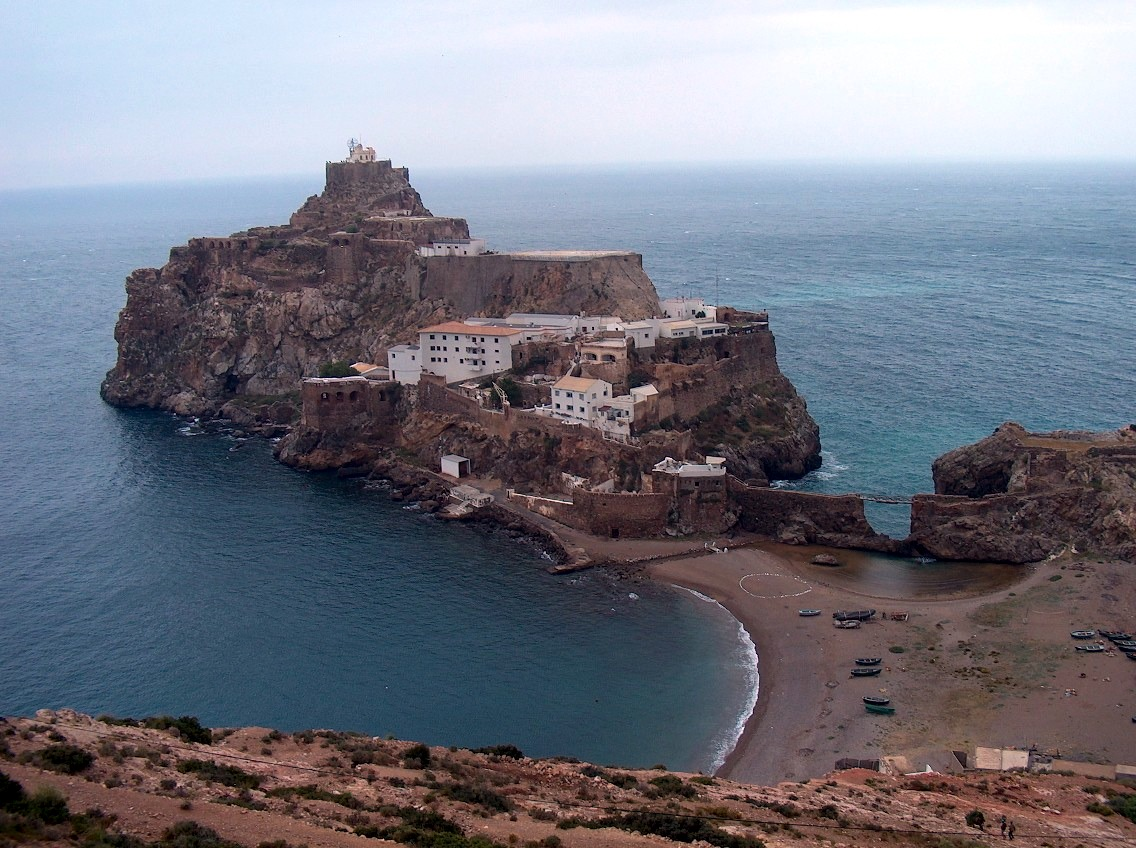
Peñón de Vélez de la Gomera